# 源光家
源 光家（みなもと の みついえ）は、平安時代末期から鎌倉時代初期にかけての武将。新宮十郎源行家の長男。『尊卑分脈』によれば、名は家光とも。通称を蔵人太郎と称す。源頼朝、範頼、義経兄弟、木曾義仲らの従兄弟にあたる。

## 略歴
父に従い、養和元年（1181年）の墨俣川の戦いに出陣。寿永2年（1183年）に父と共に源義仲の幕下の武将として上洛。蔵人・左衛門権少尉に任ぜられ、検非違使の宣旨を賜る。元暦2年には（1184年）に従五位下に叙せられている。
しかし、元暦2年（1185年）以降、 行家が源義経と結び源頼朝に叛旗を翻し、追討を受ける身となると、逃亡生活を余儀なくされ、父と弟の行頼と共に和泉国に潜伏した。ほどなく露見し、鎌倉幕府から討伐の命を受けた北条時定らの追っ手によって、父に後れること一日で、弟と共に討ち取られた。
系図によれば一子・行方があり、その子孫は新宮堀内家・新宮氏として続いたともされる。